# Noticias MVS, con Carmen Aristegui
MVS Noticias con Carmen Aristegui fue una emisión radiofónica conducido por la periodista Carmen Aristegui que se transmitió de lunes a viernes de 6:00 a 10:00 AM por MVS Radio en el 102.5 de FM y por 52MX. El programa inició transmisiones en el 12 de enero de 2009 y concluyó el 15 de marzo de 2015. Fue la primera encarnación del noticiero Noticias MVS en su Primera Emisión.
La causa principal de su salida fue de que el 10 de marzo de 2015 una alianza entre medios de comunicación y organizaciones de la sociedad civil anunciaron el lanzamiento de la plataforma Méxicoleaks, un sitio para el envío de información de forma segura y protegiendo el anonimato de las y los filtradores de información. A esta plataforma se unió el equipo denominado "Unidad MVS/Aristegui". Al día siguiente Aristegui lo anunció al aire en su espacio radiofónico indicando adicionalmente que la cadena MVS y su equipo de colaboradores se uniría a esta causa, siendo que nunca ella le comunicó a los dueños de la cadena su intención de adherir a la cadena o que se haría uso de las siglas del canal en esta asociación y el miércoles 11 de marzo los dueños de la estación emitieron un comunicado en donde desconoce la alianza entre el medio y la plataforma y acusan de un "abuso de confianza" al no haber autorizado el uso de la marca en la nueva plataforma. Advierten en ese mismo texto que para ellos el problema no es dicho recurso en si, sino el abuso de confianza al no consultar previamente que la marca se incluyera.

## Historia
En 2008 la estación W Radio decidió no renovar el contrato de Carmen Aristegui como conductora del noticiario matutino Hoy por hoy en la frecuencia 96.9 del FM que tenía desde 2003. En ese espacio tuvieron cobertura casos polémicos. La empresa alegó "incompatibilidad editorial" en un nuevo esquema que adoptaría a partir de esa fecha y en el que el formato de Aristegui no tenía cabida. Al mismo tiempo el 102.5 FM ("La Mejor" hasta ese momento) sufre un giro drástico, los directivos de MVS toman la decisión de cambiar el formato de la emisora de grupero por uno de noticias con el cual MVS Radio podría volver a tener voz en la opinión pública y una plataforma especializada de análisis e información.
Después de haber transcurrido el mes de diciembre de 2008 en donde solamente se programaron éxitos en inglés a lo largo del día, finalmente, el 12 de enero de 2009 inicia la transmisiones la estación con el formato de Noticias MVS, donde Carmen Aristegui conduce la primera emisión del horario matutina, bajo el nombre de Noticias MVS, con Carmen Aristegui, de 6:00 a 10:00 AM, dando paso a uno de los espacios informativos más importantes en México, en lo cual en esa época era la sorpresa ante una nueva etapa.

## Controversias del programa
Red de prostitución
Carmen Aristegui y su grupo de colaboradores dieron a conocer, a principios de abril del 2014, mediante un reportaje de MVS Noticias, una red de prostitución que operó por más de una década en el interior del Partido Revolucionario Institucional en el Distrito Federal. Este reportaje conmocionó a la opinión pública, a los analistas y a todo el medio político del país, pues informaba, mediante una grabación por parte de una reportera de Noticias MVS infiltrada en las oficinas del PRI-DF, cómo las mujeres eran enganchadas, seleccionadas y condicionadas a trabajar en una red de prostitución dirigida por Cuauhtémoc Gutiérrez de la Torre, en ese entonces máximo dirigente del PRI en el DF.
Reportaje de la casa blanca de Enrique Peña Nieto
El 9 de noviembre de 2014, Aristegui publica en su propio portal de noticias un extenso reportaje sobre una casa de 7 millones de dólares adquirida por Angélica Rivera, la primera dama de México y esposa del presidente Enrique Peña Nieto. El inmueble fue comprado a la constructora Grupo HIGA, beneficiada durante la gestión de Peña Nieto como gobernador del Estado de México con cuantiosos contratos. La historia tuvo amplias repercusiones debido al conflicto de interés denunciado entre el presidente y el grupo constructor. Entre sus consecuencias directas está la revocación de la licitación para la construcción del tren México-Querétaro; la revelación de otra propiedad millonaria adquirida al propietario de HIGA por parte del secretario de Hacienda y Crédito Público, Luis Videgaray; el nombramiento de Virgilio Andrade como titular de la Secretaría de la Función Pública con la orden explícita de investigar las adquisiciones, así como una serie de severas críticas por parte de la prensa internacional por la falta de transparencia del presidente mexicano.
El talk show de Laura Bozzo
El 22 de septiembre del 2013 Marcela Turati y Eduardo Miranda, ambos reporteros del semanario Proceso, publicaron una nota donde se denunciaba el uso de un helicóptero propiedad del gobierno del Estado de México, encabezado por Eruviel Ávila, en la grabación de escenas para un programa de televisión en la comunidad de Coyuca de Benítez, Guerrero, una zona afectada por el huracán Manuel. Estas escenas se transmitieron en un programa donde se mostraba a Laura Bozzo ayudando a los damnificados. Aristegui retomó esta nota en su programa de radio, y entrevistó a los reporteros de Proceso. Causó controversia en los medios de comunicación y en las redes sociales, principalmente por el uso indebido de un helicóptero propiedad del gobierno.
Por su parte, el alcalde de Coyuca de Benítez, Ramiro Ávila Morales, declaró que Laura Bozzo jamás entregó víveres o apoyos de ningún tipo y que, por el contrario, se rehusó a transportar ayuda en el helicóptero del Gobierno del Estado de México a las comunidades aisladas. En consecuencia, Laura Bozzo, en su programa Laura , transmitido por Televisa, respondió a Aristegui y la retó a asistir juntas a la comunidad para saber el sentir de la gente; Aristegui se negó, por lo que Bozzo señaló que pedía el derecho de réplica en su programa de radio; la respuesta fue que debía hacer una solicitud por escrito y estar firmada a nombre de televisa.

## Salida del aire
La salida de Carmen Aristegui de MVS Radio ocurrió el 15 de marzo de 2015, luego de más de una semana de polémica entre la periodista y la empresa, iniciado por la participación del equipo de investigación de Aristegui en la plataforma ciudadana Méxicoleaks. El espacio radiofónico había dado a cobertura meses atrás a casos de repercusión nacional e internacional como la compra de una casa de Angélica Rivera, la esposa del presidente Enrique Peña Nieto y el asesinato de civiles en Tlatlaya. Su noticiario, Primera Emisión en Noticias MVS, era el de mayor audiencia en México estación con la frecuencia 102.5 del FM
El programa de Aristegui fue sustituido por Noticias MVS, con Alejandro Cacho, conducido por Alejandro Cacho quien fue el titular del noticiero durante dos años.Cacho fue sustituido por Luis Cárdenas quien es el titular de la Primera Emisión de Noticias MVS actualmente.

## Estaciones en donde se transmitió el noticiero

### México

#### Propias y afiliadas de MVS Radio
Exa FM
- XHNQ-FM 99.3 MHz - Acapulco, Guerrero
- XHADA-FM 106.9 MHz - Ensenada, Baja California
- XHMA-FM 101.1 MHz - Guadalajara, Jalisco
- XHNY-FM 93.5 MHz - Irapuato, Guanajuato
- XHMD-FM 104.1 MHz - León, Guanajuato
- XHMRA-FM 99.3 MHz - Mérida, Yucatán
- XHSR-FM 97.3 MHz - Monterrey, Nuevo León
- XHKW-FM 89.3 MHz / XEKW-AM 1300 kHz - Morelia, Michoacán
- XHQT-FM 102.7 MHz - Nogales, Sonora
- XHNR-FM 98.5 MHz - Oaxaca, Oaxaca
- XHRIC-FM 101.9 MHz - Poza Rica, Veracruz
- XHOX-FM 95.3 MHz - Tampico, Tamaulipas
- XHGLX-FM 91.7 MHz - Tijuana, Baja California
- XHPS-FM 93.3 MHz - Veracruz, Veracruz

La Mejor
- XHJY-FM 101.5 MHz / XEJY-AM 1260 kHz - Autlán De Navarro, Jalisco
- XHAG-FM 102.1 MHz / XEAG-AM 1280 kHz - Córdoba, Veracruz
- XHVZ-FM 97.3 MHz - Cuernavaca, Morelos
- XHDGO-FM 103.7 MHz / XEDGO-AM 760 kHz - Durango, Durango
- XHEDO-FM 94.1 MHz - Puerto Escondido, Oaxaca
- XHZHO-FM 98.5 MHz / XEZHO-AM 1410 kHz - Zihuatanejo de Azueta, Guerrero

Stereorey
- XHCAA-FM 100.9 MHz - Aguascalientes, Aguascalientes
- XHEOF-FM 101.9 MHz / XEOF-AM 740 kHz - Celaya, Guanajuato

FM Globo
- XHARE-FM 97.7 MHz / XEARE-AM 1450 kHz - Ojinaga, Chihuahua

#### Otras estaciones
En esta sección se enlistan las estaciones que transmitieron el noticiero sin ser afiliados a MVS Radio. En el estado de Michoacán existió un convenio para la transmisión del mismo de MVS Radio con el Sistema Michoacano de Radio y Televisión.
- Max 100 XHCBR-FM 100.1 MHz - Caborca, Sonora
- Radio Chapultepec XEOC-AM 560 kHz - Ciudad De México
- Z93 XHVM-FM 93.9 MHz - Hermosillo, Sonora
- 100.5 XHRTO-FM 100.5 MHz - Chetumal, Quintana Roo
- El Lobo 106.1 XHSU-FM 106.1 MHz - Chihuahua, Chihuahua
- Radio Frontera XERFT-AM 890 kHz - Comitán De Domínguez, Chiapas
- Capital FM XHTTT-FM 104.5 MHz / XETTT-AM 930 kHz - Colima, Colima
- Estrella Maya XHCPQ-FM 102.1 MHz / XECPQ-AM 720 kHz - Felipe Carrillo Puerto, Quintana Roo
- La Poderosa XHGD-FM 90.3 MHz / XEGD 700 kHz - Hidalgo Del Parral, Chihuahua
- MS Radio XEHU-FM 104.5 MHz - Martínez De La Torre, Veracruz
- MiC Radio XEMX-AM 1120 kHz - Mexicali, Baja California (propia de MVS)
- La Acelera XHGIK-FM 106.3 MHz / XEGIK-AM 960 kHz - Monclova, Coahuila
- XEK, La Estación Grande XEK-AM 960 kHz - Nuevo Laredo, Tamaulipas
- Radyoro 1170 XECD-AM 1170 kHz - Puebla, Puebla
- Radar XHQRO-FM 107.5 MHz - Santiago De Querétaro, Querétaro
- NotiGape XEOR-AM 1390 kHz - Reynosa, Tamaulipas
- Hundred XHPM-FM 100.1 MHz - San Luis Potosí, San Luis Potosí

### Estados Unidos
- Radio Cosmos WDCB-FM 90.9 MHz HD2 - Chicago, Illinois